# Daedaleopsis papyraceoresupinata
Daedaleopsis papyraceoresupinata är en svampart som först beskrevs av S. Ito & S. Imai, och fick sitt nu gällande namn av Imazeki 1943. Daedaleopsis papyraceoresupinata ingår i släktet Daedaleopsis och familjen Polyporaceae.   Inga underarter finns listade i Catalogue of Life.